# Mr. Moonlight (Lied)
Mr. Moonlight (englisch für: Herr Mondschein) ist ein Lied von Dr. Feelgood and the Interns, das 1962 als Single B-Seite veröffentlicht wurde. Komponiert wurde es von Roy Lee Johnson.
Im Jahr 1964 wurde Mr. Moonlight von der britischen Band The Beatles auf ihrem Studioalbum Beatles for Sale veröffentlicht.

## Hintergrund
Mr. Moonlight wurde von der Musikgruppe Dr. Feelgood and the Interns im Mai 1961 in Atlanta aufgenommen, Sänger und Komponist des Liedes war nicht der Bandleader Willie Perryman, sondern ein Gitarrist der Gruppe Roy Lee Johnson. Die A-Seite der Single ist Doctor Feel-Good, die Platz 66 der US-amerikanischen Charts erreichte. Veröffentlicht wurde die Single in den USA auf Okeh Records.
Mr. Moonlight gehörte zum Liverepertoire der Beatles, eine frühe Liveaufnahme aus dem Jahr 1962 erschien 1977 auf dem Album Live! at the Star-Club in Hamburg, Germany; 1962.
Während der Studioaufnahmen zum Album Beatles for Sale nahmen die Beatles sechs Fremdkompositionen für das Album auf, da sie nicht genügend Eigenkompositionen hatten. Erschwerend kam hinzu, dass der Terminplan der Beatles sehr eng war. So wurden am 18. Oktober sieben Lieder eingespielt, davon vier Fremdkompositionen eine davon war Mr. Moonlight.
Paul McCartney sagte im November 1964 dazu: „Es war ursprünglich die B-Seite von 'Dr Feelgood' und eine der Nummern, die wir in The Cavern gespielt haben. Ich spiele ein bisschen Orgel leise im Hintergrund, und John und ich singen. Ringo bekam dafür eine hornförmige Conga-Trommel mit guter Wirkung.“

## Aufnahme von Dr. Feelgood and the Interns
Die Aufnahmen erfolgten am 31. Mai 1961 in einem Studio in Atlanta, USA. Produzenten der Aufnahmen waren Don Law und Frank Jones.
Besetzung
- Willie Perryman: Klavier
- Curtis Smith: Gitarre
- Bobby Tuggle: Schlagzeug
- Beverly Watkins: Gitarre
- Howard Hobbs: Bass
- Roy Lee Johnson: Gitarre, Gesang

## Aufnahme der Beatles
Mr. Moonlight wurde erstmals am 14. August 1964 in den Londoner Abbey Road Studios (Studio 2) mit dem Produzenten George Martin aufgenommen. Norman Smith war der Toningenieur der Aufnahmen. Die Band nahm insgesamt vier Takes auf, war aber mit keiner Version zufrieden. Als weiteres Lied wurde I’m a Loser eingespielt.
Die Aufnahmen der beiden Lieder dauerten von 19 bis 21 Uhr.
Am 18. Oktober wurde Mr. Moonlight erneut eingespielt, wiederum wurden vier Takes aufgenommen, wobei der achte Take auch für die finale Version verwendet wurde. Am 18. Oktober 1964 wurden noch sechs weitere Lieder aufgenommen: Kansas City / Hey Hey Hey Hey, I Feel Fine, Everybody’s Trying to Be My Baby , Rock and Roll Music, Words of Love und I’ll Follow the Sun. Darüber hinaus wurde noch weiter an Eight Days a Week gearbeitet.
Die Aufnahmen der sieben Lieder dauerten zwischen 14:30 und 23:30 Uhr.
Die Abmischung des Liedes erfolgte am 27. Oktober 1964 in Mono und am 4. November 1964 in Stereo.
Besetzung
- John Lennon: Akustikgitarre, Mundharmonika, Tamburin, Gesang
- Paul McCartney: Bass, Hammondorgel, Hintergrundgesang
- George Harrison: Leadgitarre, Afrikanische Trommel, Hintergrundgesang
- Ringo Starr: Perkussion

## Veröffentlichungen
- Am 20. Januar 1962 wurde die Single Doctor Feel-Good / Mr. Moonlight von Dr. Feelgood and the Interns veröffentlicht.[4]
- Im Juni 1962 erschien das Album Dr. Feelgood and the Interns von Dr. Feelgood and the Interns, auf dem sich ebenfalls Mr. Moonlight befindet.[5]
- Am 13. November 1964 erschien in Deutschland das sechste Beatles-Album Beatles for Sale, auf dem Mr. Moonlight enthalten ist. In Großbritannien wurde das Album am 4. Dezember 1964 veröffentlicht, dort war es das vierte Beatles-Album.
- In den USA wurde Mr. Moonlight auf dem dortigen neunten Album Beatles ’65 am 15. Dezember 1964 veröffentlicht.
- In den USA erschien am 1. Februar 1965 die EP 4 by the Beatles, auf der sich ebenfalls Mr. Moonlight befindet.
- In Portugal wurde im Februar 1965 eine Beatles-EP mit dem Titel Mr. Moonlight veröffentlicht.[6]
- Am 8. April 1977 wurde eine Liveversion von Mr. Moonlight auf dem Album Live! at the Star-Club in Hamburg, Germany; 1962 veröffentlicht.
- Am 20. November 1995 wurde Anthology 1 von den Beatles veröffentlicht, wobei die Aufnahme-Takes 1 und 4 vom 14. August 1964 zu einer Version zusammengefügt wurden. Die veröffentlichte Album-Version von Mr. Moonlight wurde am 18. Oktober 1964 aufgenommen.

## Weitere Coverversionen
- The Merseybeats – I Think of You / Mr. Moonlight [7]
- The Hollies – Stay with the Hollies [8]
- The Wynners – Love and other Pieces [9]